# Antony Hewish
Antony Hewish (n. 11 mai 1924, Fowey, Anglia, Regatul Unit – d. 13 septembrie 2021) a fost un fizician și radioastronom englez, laureat al Premiului Nobel pentru Fizică în 1974 (împreună cu Martin Ryle) pentru realizările sale în dezvoltarea telescoapelor radio și pentru rolul său în descoperirea pulsarilor.